# Apollo 13 (Film)
Apollo 13 ist ein Filmdrama unter der Regie von Ron Howard aus dem Jahr 1995 und eine Verfilmung der Mondmission Apollo 13.

## Handlung
Der Film beginnt mit einer Feier, die bei Jim Lovell stattfindet. Gespannt verfolgt man im Fernsehen, wie Neil Armstrong während der Mission Apollo 11 als erster Mensch den Mond betritt. Lovell selbst war bei der Mission Apollo 8 dabei, bei der erstmals ein bemanntes Raumfahrzeug in eine Mondumlaufbahn gebracht wurde. Inzwischen wurde er zum Kommandanten ernannt und ist mit seiner Crew, die aus dem Lunarmodule-Piloten Fred Haise und dem Kommandokapsel-Piloten Ken Mattingly besteht, für die Mission Apollo 14 vorgesehen. Jedoch erfahren die drei schon bald, dass sie bereits bei der Mission Apollo 13 zum Mond fliegen werden, da der ursprüngliche Kommandant Alan Shepard an einer Mittelohrentzündung erkrankt ist und man deshalb beschlossen hat, die gesamte Crew gegen Lovells Crew auszutauschen.
Es verbleibt nur noch ein halbes Jahr bis zum Start. Trotz der knappen Zeit verläuft das Vorbereitungstraining ohne nennenswerte Probleme. Vier Tage vor dem Start wird Ken Mattingly für fluguntauglich erklärt. Da er mit dem an Masern erkrankten Astronauten Charles Duke in Kontakt war und selbst noch keine Masern hatte, befürchtet der Fliegerarzt, dass bei ihm die Krankheit während des Fluges ausbricht, was ein erhebliches Sicherheitsrisiko wäre. Jim Lovell betrachtet das als „fliegerärztlichen Schwachsinn“ und steht nun vor der Entscheidung, entweder mit seiner Crew auf eine spätere Mission zu warten oder anstatt mit Mattingly mit Jack Swigert zu fliegen, dem Kommandokapsel-Piloten der Reserve-Crew. Letztlich entscheidet Lovell sich für die zweite Option, da er selbst nicht auf diese Mission verzichten will.
Da Swigert schon seit Wochen nicht mehr im Simulator war, hat er beim Simulatortraining erhebliche Schwierigkeiten. Trotzdem kann er in den verbleibenden vier Tagen für die Mission fit gemacht werden. Am 11. April 1970 um 13:13 Uhr hebt die Saturn V im Weltraumbahnhof Cape Kennedy von der Startrampe ab. In der Startphase tritt das erste Problem auf. Nachdem die erste Raketenstufe abgetrennt und die zweite Stufe gezündet wurde, fällt eines der fünf Triebwerke der zweiten Stufe aus. Das Problem wird gelöst, indem die Brenndauer der übrigen vier Triebwerke verlängert wird.
Bis zum 13. April gibt es keine weiteren Probleme. Man ist nun seit zwei Tagen unterwegs, hat etwa 200.000 Meilen zurückgelegt und alles scheint perfekt zu laufen. Eine Live-Übertragung aus dem Raumschiff wird von den Fernsehsendern nicht ausgestrahlt, weil die Mondflüge angeblich uninteressant geworden sind. Umso mehr interessieren sich die Medien dann dafür, was kurz danach passiert. Jim Lovell meldet sich mit den Worten „Houston, wir haben ein Problem“ beim Mission Control Center in Houston/Texas. Er berichtet von einer Explosion, die sich ereignet hat, als Jack Swigert auf Anweisung der Bodenkontrolle den Ventilator eines Sauerstofftanks im Servicemodul aktivierte. Das Raumschiff taumelt und kann kaum noch auf Kurs gehalten werden. Die Tanks verlieren Sauerstoff. Da auch die Brennstoffzellen zur Erzeugung elektrischer Energie Sauerstoff benötigen, ist die elektrische Energieversorgung gefährdet.
Sowohl die Astronauten als auch die Mitarbeiter des Mission Control Center unter der Leitung des Flugdirektors Gene Kranz arbeiten an dem Problem. Man kommt zu dem Schluss, dass nur noch eine Option bleibt: Bei der Mission geht es nicht mehr darum, auf dem Mond zu landen, sondern einen Weg zu finden, die drei Astronauten lebend zur Erde zurückzuholen. Die Astronauten müssen die Mondlandefähre aktivieren und sie als Rettungsboot nutzen. Dann muss die Kommandokapsel komplett abgeschaltet werden, da ihre Energiereserven nur noch für den Wiedereintritt in die Erdatmosphäre und die Wasserung reichen. Damit muss der komplette Flugplan geändert werden.
Schon bald stellt man fest, dass die Energiereserven der Mondlandefähre nicht ausreichen werden. Deshalb beginnt man damit, Verbraucher abzuschalten, unter anderem auch den Navigationscomputer und die Kabinenheizung. Kurskorrekturen können nur noch blind vorgenommen werden und im Raumschiff entsteht eine unerträgliche Kälte, was besonders für Fred Haise zum Problem wird, da er an einer Blasenentzündung erkrankt. Dann entsteht ein Problem mit der Atemluft – die Kapazität der CO2-Filter, die das Kohlendioxid aus der Luft herausfiltern sollen, reicht nicht. Die Astronauten müssen mit einfachen Bordmitteln einen Adapter bauen, damit sie die CO2-Filter der Kommandokapsel in der Mondlandefähre verwenden können, da die Filter nicht baugleich sind. Im Mission Control Center wird dazu eine Prozedur entwickelt und an die Astronauten übermittelt.
Ken Mattingly hat bisher von den Geschehnissen nichts mitbekommen. Frustriert von der Entscheidung des Fliegerarztes, hat er sich nach dem Start in seine Wohnung zurückgezogen, den Telefonhörer ausgehängt und auch keine Nachrichten verfolgt. Schließlich verschaffen sich NASA-Mitarbeiter Zutritt zu seiner Wohnung und reißen ihn aus dem Schlaf, da er dringend gebraucht wird. Er muss im Simulator eine Prozedur für die Reaktivierung der Kommandokapsel entwickeln, da diese inzwischen eingefroren ist und ihre Batterien nur noch wenig elektrische Energie hergeben. Kommt es beim Hochfahren der Systeme zu einer Überlastung der Batterien oder gar zu Kurzschlüssen, so gibt es für die Astronauten keine Möglichkeit mehr, zur Erde zurückzukehren, da dies nur mit der Kommandokapsel möglich ist. Mattingly ist entgegen den Befürchtungen des Fliegerarztes nicht an Masern erkrankt, arbeitet nun pausenlos im Simulator an der Prozedur und wird damit zu einem wichtigen Bestandteil der Rettungsaktion.

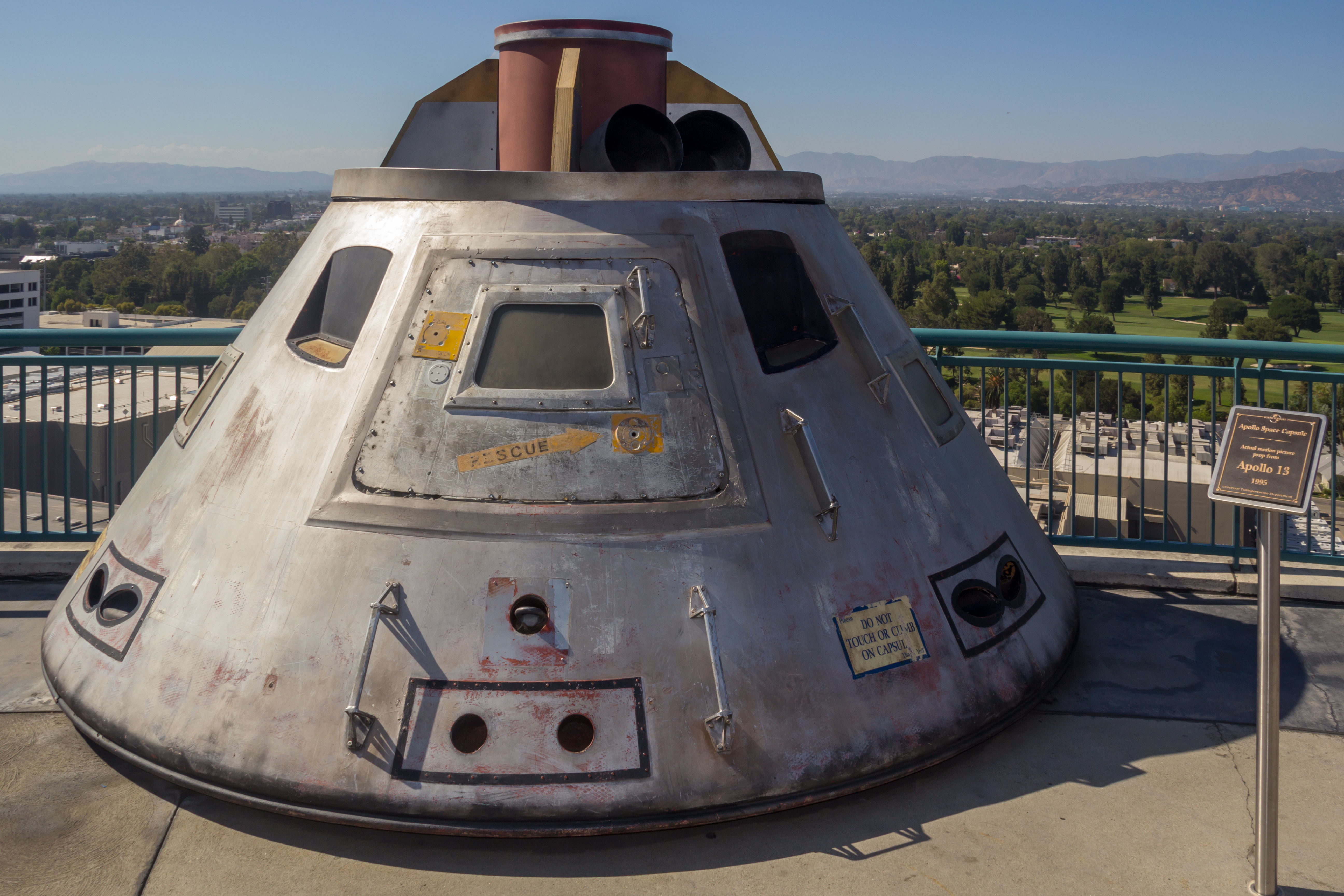
Im Film verwendetes Requisit der Kommandokapsel

Schließlich gelingt es, die Kommandokapsel zu reaktivieren. Als nächstes werden die Mondlandefähre und das Servicemodul abgetrennt, bevor die Kommandokapsel in die Erdatmosphäre eintaucht. Zum ersten Mal sind die Beschädigungen am Servicemodul zu sehen, die durch die Explosion entstanden sind. Es besteht die Befürchtung, dass auch der Hitzeschild beschädigt wurde, der die Kommandokapsel beim Wiedereintritt in die Erdatmosphäre vor dem Verglühen schützt. Auch weiß man nicht, ob sich die Fallschirme öffnen werden, um den freien Fall der Kommandokapsel vor der Wasserung abzubremsen. Während der Wiedereintrittsphase kommt es zum sogenannten Blackout, der Unterbrechung der Funksignale. Normalerweise dauert dieser drei bis maximal vier Minuten. Jedoch dauert es deutlich länger, bis endlich über Funk die Bestätigung kommt, dass die Astronauten die Wiedereintrittsphase überstanden haben. Nach der Wasserung im Pazifischen Ozean werden die Astronauten an Bord des amphibischen Angriffsschiffs Iwo Jima gebracht.
Der Film endet mit einem Monolog von Jim Lovell, in dem er erzählt, was aus ihm und den anderen geworden ist. Ken Mattingly war 1972 Pilot der Kommandokapsel bei Apollo 16 und 1982 Kommandant der Space-Shuttle-Mission STS-4. Fred Haise war für die Apollo-18-Mission vorgesehen, die nicht mehr stattfand, da das Apollo-Programm wegen Budgetkürzungen nach Apollo 17 eingestellt wurde. Jack Swigert verließ die NASA und wurde 1982 in den Kongress gewählt, starb aber vor dem Amtsantritt an Krebs. Flugdirektor Gene Kranz wurde inzwischen pensioniert. Lovell selbst war nach der Apollo-13-Mission nie wieder im Weltraum.

## Hintergrund
Der zum Teil mit Original-Dialogen inszenierte Film, der auch im Lyndon B. Johnson Space Center gedreht wurde, ist einer der bis heute bekanntesten Filme über die NASA.
Die Alternativbesetzung beinhaltete unter anderem John Cusack als Jack Swigert und Kevin Costner als Jim Lovell. Es war der Wunsch des realen Jim Lovell, dass Costner die Rolle bekommen sollte, da er Lovell zur Zeit der Raummission sehr ähnlich sah; jedoch stand Regisseur Ron Howard bereits mit Tom Hanks im Gespräch, der sich persönlich immer für Raumfahrt interessiert hatte und in der Rolle einen Herzenswunsch sah.
Der echte Jim Lovell ist kurz als Kapitän des Schiffes zu sehen, der die Astronauten nach ihrer Landung begrüßt. Eigentlich sollte er den Admiral spielen, aber Lovell wollte nur den Rang eines Kapitäns, da er seine alte Uniform somit direkt dafür gebrauchen konnte und er nie Admiral gewesen war.
In vielen Aspekten zeichnet sich der Film durch Authentizität aus. Der Kommandant der Mission Apollo 15, David Randolph Scott, beriet das Filmteam bei den Dreharbeiten. Die Schauspieler waren oft bei den noch lebenden Originalakteuren zu Besuch; die Szenen in Schwerelosigkeit wurden in einem eine Parabel fliegenden Flugzeug, also in echter Schwerelosigkeit, gedreht. Auch das Kontrollzentrum in Houston sowie das Innere der Kommandokapsel wurden detailgetreu nachgebaut. Aus dramaturgischen Gründen weicht der Film allerdings in vielen Punkten vom tatsächlichen Ablauf der Ereignisse ab. So werden Konflikte innerhalb der Crew gezeigt, die es in Wirklichkeit nicht gab; die Ereignisse am Boden während der Mission werden stark vereinfacht und konzentriert auf einige wenige Protagonisten dargestellt.

### Abweichungen zum realen Verlauf
Obwohl der Film außerordentlich realistisch und detailgetreu ist, gibt es einige Unterschiede zu den wirklichen Abläufen:
- In der Eingangssequenz, in der vom Apollo-1-Unglück zu Apollo 11 übergeleitet wird, sagt die Stimme von Walter Cronkite, dass zwischen dem Unglück und der ersten Mondlandung 18 Monate lägen. Tatsächlich waren es jedoch zweieinhalb Jahre (Januar 1967 bis Juli 1969). In der deutschen Synchronfassung ist dieser Fehler korrigiert.
- Der Start der Saturn V ist nicht technisch korrekt dargestellt. Einige Punkte:
  - Im Film ist zu sehen, wie die Besatzung über die Brücke (gantry) zum Raumschiff geht, während das Publikum ihnen applaudiert. In Wirklichkeit ist der Einstieg der Besatzung ins Raumschiff (crew ingress) rund 2:40 h vor dem Start, d. h. das Publikum würde sich zwischen Einstieg und dem eigentlichen Start stundenlang langweilen. Zudem ist es unmöglich, ohne Fernglas aus mehreren Kilometern Entfernung einzelne Menschen in der Stahlkonstruktion auszumachen.
  - Im Film ist lange vor der Zündungssequenz im Cockpit ein Rumpeln zu hören, woraufhin die „Neulinge“ Haise und Swigert den „Veteranen“ Lovell ansehen, der sie mit der Bemerkung „die Treibstoffpumpen“ beruhigt. Tatsächlich laufen aber die Treibstoffpumpen erst während der Zündungssequenz an.
  - Die Zündungssequenz der Saturn V beginnt 8,9 Sekunden vor dem Abheben (liftoff). Im Film macht der Countdown-Sprecher diese Ankündigung einige Sekunden zu spät. Im Film erfolgt mit der Zündung gleichzeitig das Abheben, tatsächlich erfolgte die Zündung immer etwa 3 Sekunden vor dem Abheben der Saturn V, während die Rakete mit speziellen Klammern am Boden gehalten wurde.
  - Von den neun Schwenkarmen (swingarms), die vom Startversorgungsturm (LUT, launch umbilical tower) zur Rakete reichen, werden lange vor dem Start der oberste und die untersten drei beiseite gedreht. Die restlichen fünf Arme schwenken beim Abheben alle gleichzeitig weg von der Rakete. Die verbliebenen Schwenkarme werden erst zurückgezogen, wenn sich die Rakete bewegt. Die Bewegung beträgt allerdings nur 12 cm und „triggert“ die Mechanik zur Retraktion der Schwenkarme. Im Film wird gezeigt, wie sich acht Arme kurz vor dem Abheben einer nach dem anderen von der Rakete lösen.
  - Die Triebwerke der zweiten und dritten Stufe der Saturn V verbrennen Flüssigwasserstoff und Flüssigsauerstoff und erzeugen fast keine sichtbaren Flammen.
  - Beim Brennschluss der dritten Stufe scheint die Rakete eine Landmasse zu überfliegen. Tatsächlich befand sie sich zu diesem Zeitpunkt mitten über dem Atlantik.
- Auch spätere Flugphasen sind nicht korrekt.
  - So ist während des Einschusses in die Mondtransferbahn der Mond (TLI, Trans Lunar Injection) zu sehen, während im Film das Manöver ein Viertel des Umlaufes zu spät erfolgt.
  - Nach dem Manöver „transposition, docking, and extraction“ fliegen Kommandokapsel mit Servicemodul und Mondlandefähre als Einheit in Richtung Mond, das Triebwerk des Servicemoduls fliegt jetzt voran. Dabei ist das Triebwerk nicht direkt auf den Mond ausgerichtet, sondern auf den berechneten Rendezvouspunkt. Der Mond bewegt sich während der Flugzeit natürlich auf seiner Umlaufbahn um die Erde weiter. Jede Korrektur verbraucht sehr viel Energie, deswegen ist jede Mission so energiesparend wie möglich ausgelegt. Das Triebwerk des Servicemoduls wird gezündet, wenn Kapsel und Mondlandefähre in den Mondorbit einschwenken sollen.
  - Das Unglück erfolgt eine Stunde zu früh.
  - Auch die während der Mondumrundung genannten Bahndaten entsprechen in Höhe und Geschwindigkeit nicht der Realität.
  - Während der Mondumrundung meldet Haise, er könne die Landestelle im Fra-Mauro-Hochland erkennen, unmittelbar darauf erwähnt Swigert den Ziolkowski-Krater. Erst danach taucht die Erde am Horizont auf. Die vorgesehene Landestelle befindet sich tatsächlich jedoch etwa in der Mitte der von der Erde aus sichtbaren Mondseite, während der Ziolkowski-Krater auf der Rückseite des Mondes liegt.
  - Fred Haise meldet während des Einfluges in die Mondumlaufbahn, er sehe Mare Tranquillitatis, die Landestelle von Apollo 11. Tatsächlich wird jedoch die Landestelle von Apollo 15 in der Hadley-Rille gezeigt.
  - Gegen Ende der Mission kommt die Flugleitung zu dem Schluss, dass die Flugbahn des Raumschiffs sich abgeflacht habe, weil wegen der nicht erfolgten Mondlandung das Gewicht der Kapsel geringer sei als erwartet. Die Masse des Raumschiffs hat während des Fluges außerhalb der Atmosphäre jedoch keinen Einfluss auf die Flugbahn. Tatsächlich wurde das Abflachen der Bahn durch aus dem Raumschiff austretende Gase verursacht.
  - Nach der langen Blackout-Phase beim Wiedereintritt in die Erdatmosphäre zeigt der Film zunächst das Öffnen der Hauptfallschirme, dann meldet sich die Besatzung per Funk, und erst danach löst sich die Spannung im Kontrollzentrum. Tatsächlich bestand aber bereits Minuten vor dem Auslösen der ersten Hilfsfallschirme Funk- und Telemetrieverbindung mit der Kapsel.
- Die Missionskontrolle bestand aus vier Schichten, die sich im 6-Stunden-Rhythmus ablösten.
  - Die Teams unterstanden den Flugleitern Milton Windler, Gerald Griffin, Gene Kranz und Glynn Lunney. Im Film erscheint Kranz als einziger Flugleiter, Lunney als sein Assistent.
  - Als EECOM (Spezialist für die Versorgungssysteme des Raumschiffs) ist im Film lediglich Seymour „Sy“ Liebergot in Kranz’ Team zu sehen. John Aaron, der EECOM aus Lunneys Team, ist als solcher zwar im Film vertreten, wird in seiner Rolle aber nicht erkennbar.
- Im Film wurde die Saturn V mit dem Apollo-Raumschiff am 9. April 1970 zur Startrampe gerollt. Tatsächlich geschah dies jedoch schon am 15. Dezember 1969.
- Dass Lovells Crew bei Apollo 13 statt bei Apollo 14 eingesetzt wurde, wird im Film mit einer akuten Ohrenentzündung von Alan Shepard (der zunächst als Apollo-13-Kommandant vorgesehen war) begründet. Tatsächlich war Shepard nach einer erfolgreichen Operation der Menière-Krankheit soeben erst wieder für flugtauglich erklärt worden, und das NASA-Management hatte angesichts seiner jahrelangen Trainingspause darauf bestanden, seinen Einsatz um einen Flug, also auf Apollo 14 zu verschieben, um ihm mehr Zeit zur Vorbereitung zu geben.
- Charles Duke hatte nicht die Masern (englisch: Measles), sondern die Röteln (englisch: German measles).
- Im Film wird gezeigt, wie sich die Familien von den Astronauten verabschieden, getrennt durch einen Streifen von ca. fünf Metern, um Ansteckungen oder Infektionen in letzter Minute zu verhindern. Diese Form des letzten Kontaktes zwischen Astronauten und Angehörigen wurde erst zur Zeit der Space-Shuttles eingeführt.
- Vor der Live-Übertragung wirft die Tochter von Lovell ein Beatles-Album auf das Bett. Dieses Album war zu diesem Zeitpunkt noch nicht auf dem Markt. Es gibt zahlreiche weitere Anachronismen, so falsche Logos der NASA und von Rockwell, Aluminiumbierdosen und ähnliche kleinere Unstimmigkeiten.
- O-Ton Mitschnitt des Funkverkehrs Der berühmte Satz „Houston, wir haben ein Problem!“ ist eine Übersetzung, die einige Interpretationen enthält. Die historische, englischsprachige Meldung von Kapselpilot Swigert an die Bodenstation lautete “Houston, we’ve had a problem here.” Auf Nachfrage von Jack Lousma, der zu dieser Zeit im Kontrollzentrum in Houston die Funkverbindung zur Besatzung hielt, wiederholte Kommandant Lovell: “Houston, we’ve had a problem.” Diese Vergangenheitsform wird im Englischen sowohl für Handlungen und Situationen verwendet, die bis in die Gegenwart andauern, als auch für Handlungen, die gerade eben beendet wurden.[1] Ohne den näheren Kontext zu kennen, könnte der Satz daher auch mit „Wir haben gerade ein Problem gehabt“ übersetzt werden. Da die Besatzung des Raumschiffs im Folgenden angibt, dass sich die Spannungswerte inzwischen wieder normalisiert hätten, ist diese Interpretation durchaus naheliegend.
- Während des Starts befand sich Mattingly nicht am Strand in Kap Kennedy, sondern in der Missionskontrolle in Houston. Zum Zeitpunkt des Unfalls lag Mattingly nicht verkatert in einem Motelzimmer, sondern befand sich wiederum in der Missionskontrolle.
- Die Darstellung der manuell kontrollierten Zündung des LM-Triebwerks ist in mehrfacher Hinsicht fehlerhaft:
  - Die gekoppelte Kombination aus CSM und LM war nicht zur Erde hin ausgerichtet, sondern quer dazu. Lovell beobachtete die Erde durch sein nach vorn gerichtetes Fenster, während Haise durch das LM-Teleskop die Sonne anpeilte.
  - Mit Einsetzen der Zündung macht das Raumschiff urplötzlich einen Satz. Tatsächlich setzte die Beschleunigung vergleichsweise mild ein.
  - Die gezeigten heftigen Taumelbewegungen sind stark übertrieben.
- Lovell sagt am Ende des Films, dass Fred Haise noch für die Apollo-18-Mission vorgesehen war. Möglicherweise war Haise für Apollo 19 im Gespräch, eine offizielle Nominierung erhielt er jedoch nur als Ersatzkommandant von Apollo 16. Die letzte durchgeführte Mission war Apollo 17.

## Deutsche Fassung

### Synchronisation
Die deutsche Synchronisation übernahm die Berliner Synchron. Dialogbuch und -regie stammten von Tobias Meister, der selbst Gary Sinise in der Rolle von Ken Mattingly sprach.
| Rollenname           | Darsteller          | Synchronsprecher      |
| -------------------- | ------------------- | --------------------- |
| Jim Lovell           | Tom Hanks           | Arne Elsholtz         |
| Fred Haise           | Bill Paxton         | Ronald Nitschke       |
| Jack Swigert         | Kevin Bacon         | Thomas Petruo         |
| Ken Mattingly        | Gary Sinise         | Tobias Meister        |
| Gene Kranz           | Ed Harris           | Wolfgang Condrus      |
| Marilyn Lovell       | Kathleen Quinlan    | Traudel Haas          |
| Blanch Lovell        | Jean Speegle Howard | Tilly Lauenstein      |
| Pete Conrad          | David Andrews       | Michael Nowka         |
| Deke Slayton         | Chris Ellis         | Stefan Fredrich       |
| Christopher C. Kraft | Joe Spano           | Friedrich G. Beckhaus |
| Henry Hurt           | Xander Berkeley     | Norbert Gescher       |
| Sy Liebergot         | Clint Howard        | Santiago Ziesmer      |
| John Aaron           | Loren Dean          | Torsten Sense         |

### Übersetzungsfehler
- Als das mittlere Triebwerk der zweiten Stufe vorzeitig abschaltet, sagt der GUIDO in der amerikanischen Fassung: „I need to know if the IU is correcting for the number 5 shutdown“. GUIDO ist der Guidance Officer der Missionskontrolle. Er möchte wissen, ob die Instrument Unit, die den autonomen Steuerungscomputer der Rakete beherbergt, das vorzeitige Abschalten des Triebwerks Nr. 5 ausgleicht. In der deutschen Fassung heißt es: „Ich muss wissen, ob der Ausfall den Kurs negativ beeinflusst, EECOM“. Die Frage ist nicht nur andersherum formuliert (Wird der Ausfall kompensiert? im Gegensatz zu Wird es Schwierigkeiten geben?), sondern richtet sich auch noch an die falsche Person: der EECOM war für die Versorgungseinrichtungen des Kommando- und Servicemoduls zuständig und hatte mit der Rakete überhaupt nichts zu tun.
- In einer Szene muss die Apollo-Mannschaft runde CO2-Filter durch eckige Filter ersetzen. Der Missionsleiter sagt zu seinem Team: „I suggest you gentlemen invent a way to put a square peg in a round hole.“ (wörtlich übersetzt: „Ich schlage vor, meine Herren, dass Sie eine Methode erfinden, wie man einen eckigen Zapfen in eine runde Öffnung bekommt.“; tatsächlich ein englisches Idiom etwa der Bedeutung „jemand, der nicht in eine bestimmte Position oder Situation passt“[3]) – Der Synchronautor verstand statt „peg“ aber offensichtlich „pig“ und übersetzte: „Tja, dann schlage ich vor, Gentlemen, dass wir lernen, ein eckiges Schwein durch ein rundes Loch zu schieben.“
- Kurz vor der Explosion erhält die Crew den Befehl, „die Sauerstofftanks zu aktivieren“. Im englischen Original lautet der Befehl aber „to stir the tanks“, was so viel wie umrühren oder durchrühren bedeutet. Hierfür war ein Ventilator in den Tanks verantwortlich, der durch einen Defekt die Explosion hervorrief. (Siehe Artikel zur Mission Apollo 13.)
- Vor dem Abschalten des CM wird Swigert von Lovell in der deutschen Fassung aufgefordert: „Ich brauch’ noch die Winkel deiner Steuerdüsen“. Tatsächlich ging es nicht um Steuerdüsen, sondern um die Lage der Kardanringe (engl. gimbals) der Trägheitsplattform des Kommandomoduls.

## Rezeption

### Kritiken
„Ohne allzu viel Beiwerk als technisch brillante Pseudo-Dokumentation in Szene gesetzt. Frappierende Simulationen der tatsächlichen Ereignisse münden in eine triumphale Akklamation menschlichen Erfindungsgeistes und technischen Fortschritts, ohne allerdings die Vorgänge in zeitgeschichtliche und politische Zusammenhänge einzuordnen.“

### Auszeichnungen
Apollo 13 erhielt 1996 zwei Oscars für den besten Schnitt und den besten Ton. Er war in sieben weiteren Kategorien nominiert. Ed Harris und Kathleen Quinlan wurden für ihr Mitwirken im Film als bester Nebendarsteller und beste Nebendarstellerin nominiert. Weitere Nominierungen gab es in den Kategorien für die besten Spezialeffekte, das beste Szenenbild, die beste Musik, den besten Film und für das beste adaptierte Drehbuch.
Die Deutsche Film- und Medienbewertung (FBW) in Wiesbaden verlieh dem Film das Prädikat besonders wertvoll.
2023 wurde Apollo 13 in das National Film Registry aufgenommen.

### In der Musik
Einige Szenen – wie z. B. das Ausspucken des Kaugummis – werden in dem Musikvideo zum Lied Deep Down Below von RMB nachgespielt.

## Cameo-Auftritte
Der echte James Lovell hat im Film einen Cameo-Auftritt. Er spielt den Navycaptain, der am Ende des Films auf dem Deck der Iwo Jima zu Lovell salutiert und ihm die Hand schüttelt.
Die echte Marilyn Lovell hat im Film auch einen Cameo-Auftritt. Sie ist kurz beim Start der Rakete auf der Tribüne zu sehen. (Auf der Kommentarspur der DVD erwähnen J. und M. Lovell dies.)